# David Tyree
David Mikel Tyree (nacido el 3 de enero de 1980 en Livingston, Nueva Jersey) es un receptor abierto de fútbol americano que jugó con los New York Giants de la National Football League. Fue drafteado por los Giants en la sexta ronda del draft de 2003. Tyree se ganó una selección en el Pro Bowl de 2005. Es muy conocido por su recepción en el drive de la Super Bowl XLII a pase de Eli Manning, que ayudó a su equipo a ganar por 17-14 a los New England Patriots.

## Carrera
Tyree empezó jugando durante tres años en el Instituto de Montclair de Montclair, Nueva Jersey. Posteriormente pasó por el Syracuse University Orange, donde consiguió un récord de 1,214 yards, incluyendo 229 yardas contra Virginia Tech en 2002. En el draft de 2003 fue escogido por los New York Giants en la sexta ronda, siendo la selección 211.
Tyree protagonizó dos jugadas clave en la Super Bowl XLII. Primero capturó un pase de cinco de yardas de Eli Manning que significó un touchdown, el primero de Tyree en la temporada, que puso a los Giants por delante con un 10-7. Después, en una 3ª-y-5 a falta de 1:15 minutos y con marcador en contra de 14-10, Manning eludió un sack y lanzó un pase de 32 yardas que recibió Tyree.
Tyree saltó y alcanzó el balón estirándose al máximo, apoyándolo sobre su casco con su mano derecha, mientras Rodney Harrison de los New England Patriots lo empujaba violentamente. Tyree, que cogió el balón con las dos manos durante la caída, tuvo que luchar duramente en el suelo con Harrison para mantener la pelota y no perderla. "Es un jugón. Te lo dije" le comentó Eli a su hermano, Peyton Manning, acerca de Tyree tras el partido. ESPN Sportscenter la designó la mejor jugada de la historia de la Super Bowl el día siguiente. El pase llevó a los Giants a la yarda 23 del rival. Cuatro jugadas y 36 segundos después, Manning lanzó un pase de touchdown de 13 yardas a Plaxico Burress para la victoria. Esta famosa jugada hizo, además, que David Tyree recibiera el mote de "Handhead", en alusión a la forma tan característica en que recibió el pase. El marcador de la Super Bowl XLII fue Giants 17, Patriots 14. Tyree dedicó este recepción a su madre, Thelma, que murió de un infarto ese mismo año. El 22 de julio de 2014 fue nombrado Director de Desarrollo de Jugadores para los New York Giants.